# Esenbeckia seminuda
Esenbeckia seminuda är en tvåvingeart som först beskrevs av Daniel William Coquillett 1902.  Esenbeckia seminuda ingår i släktet Esenbeckia och familjen bromsar. Inga underarter finns listade i Catalogue of Life.